# Danh sách đô thị tại Sevilla

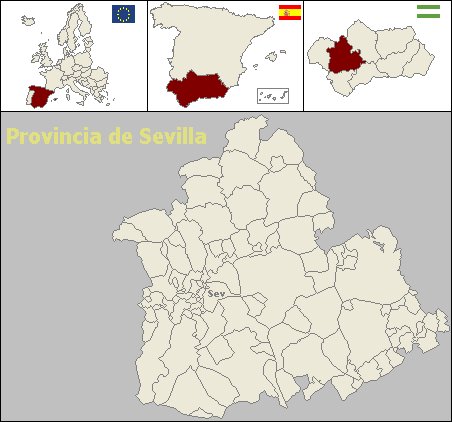
Seville province

Đây là danh sách các đô thị ở tỉnh Sevilla thuộc cộng đồng tự trị Andalusia, Tây Ban Nha.
| Tên                         | Dân số (2002) |
| Aguadulce                   | 1.981         |
| Alanís                      | 2.009         |
| Albaida del Aljarafe        | 1.833         |
| Alcalá de Guadaíra          | 58.351        |
| Alcalá del Río              | 9.130         |
| Alcolea del Río             | 3.382         |
| La Algaba                   | 13.113        |
| Algámitas                   | 1.371         |
| Almadén de la Plata         | 1.713         |
| Almensilla                  | 3.352         |
| Arahal                      | 18.473        |
| Aznalcázar                  | 3.522         |
| Aznalcóllar                 | 5.818         |
| Badolatosa                  | 3.173         |
| Benacazón                   | 5.179         |
| Bollullos de la Mitación    | 5.341         |
| Bormujos                    | 11.534        |
| Brenes                      | 10.781        |
| Burguillos                  | 3.680         |
| Las Cabezas de San Juan     | 15.783        |
| Camas                       | 25.109        |
| La Campana                  | 5.148         |
| Cantillana                  | 8.999         |
| Cañada Rosal                | 3.024         |
| Carmona                     | 25.932        |
| Carrión de los Céspedes     | 2.323         |
| Casariche                   | 5.275         |
| Castilblanco de los Arroyos | 4.575         |
| Castilleja de Guzmán        | 1.865         |
| Castilleja de la Cuesta     | 16.316        |
| Castilleja del Campo        | 614           |
| El Castillo de las Guardas  | 1.639         |
| Cazalla de la Sierra        | 5.174         |
| Constantina                 | 6.928         |
| Coria del Río               | 24.288        |
| Coripe                      | 1.471         |
| El Coronil                  | 5.113         |
| Los Corrales                | 4.117         |
| El Cuervo                   | 7.747         |
| Dos Hermanas                | 103.282       |
| Écija                       | 37.900        |
| Espartinas                  | 5.802         |
| Estepa                      | 11.980        |
| Fuentes de Andalucía        | 7.441         |
| El Garrobo                  | 761           |
| Gelves                      | 6.625         |
| Gerena                      | 5.601         |
| Gilena                      | 3.839         |
| Gines                       | 10.717        |
| Guadalcanal                 | 2.937         |
| Guillena                    | 8.449         |
| Herrera                     | 6.079         |
| Huévar del Aljarafe         | 2.313         |
| Isla Mayor                  | 6.008         |
| La Lantejuela               | 3.642         |
| Lebrija                     | 24.450        |
| Lora de Estepa              | 791           |
| Lora del Río                | 18.622        |
| La Luisiana                 | 4.360         |
| El Madroño                  | 379           |
| Mairena del Alcor           | 16.947        |
| Mairena del Aljarafe        | 36.232        |
| Marchena                    | 18.289        |
| Marinaleda                  | 2.647         |
| Martín de la Jara           | 2.721         |
| Los Molares                 | 2.699         |
| Montellano                  | 6.871         |
| Morón de la Frontera        | 27.786        |
| Las Navas de la Concepción  | 1.886         |
| Olivares                    | 8.144         |
| Osuna                       | 17.238        |
| Los Palacios y Villafranca  | 33.461        |
| Palomares del Río           | 3.902         |
| Paradas                     | 7.034         |
| Pedrera                     | 5.005         |
| El Pedroso                  | 2.348         |
| Peñaflor                    | 3.776         |
| Pilas                       | 11.443        |
| Pruna                       | 3.145         |
| La Puebla de Cazalla        | 10.589        |
| La Puebla de los Infantes   | 3.361         |
| La Puebla del Río           | 10.690        |
| El Real de la Jara          | 1.655         |
| La Rinconada                | 29.759        |
| La Roda de Andalucía        | 4.245         |
| El Ronquillo                | 1.349         |
| El Rubio                    | 3.654         |
| Salteras                    | 3.391         |
| San Juan de Aznalfarache    | 20.073        |
| San Nicolás del Puerto      | 696           |
| Sanlúcar la Mayor           | 11.199        |
| Santiponce                  | 7.164         |
| El Saucejo                  | 4.245         |
| Sevilla                     | 704.114       |
| Tocina                      | 8.896         |
| Tomares                     | 18.551        |
| Umbrete                     | 5.081         |
| Utrera                      | 45.947        |
| Valencina de la Concepción  | 6.987         |
| Villamanrique de la Condesa | 3.759         |
| Villanueva de San Juan      | 1.476         |
| Villanueva del Ariscal      | 4.939         |
| Villanueva del Río y Minas  | 5.302         |
| Villaverde del Río          | 6.515         |
| El Viso del Alcor           | 16.355        |